# Kościół św. Jakuba Młodszego w Palczowicach
Kościół pod wezwaniem św. Jakuba Młodszego w Palczowicach – zabytkowy, drewniany kościół parafialny parafii św. Jakuba Apostoła w Palczowicach. Wybudowany w 1894 roku, na miejscu poprzedniej świątyni z XV wieku, odnowiony w 1965.
Kościół jest orientowany. Do położonego we wschodniej części kościoła prezbiterium przylega od północy zakrystia. Prezbiterium i nawę przykrywa gontowy dwuspadowy, dwukalenicowy dach. Wieża konstrukcji słupowo-ramowej posiada ośmioboczną izbicę, a powyżej niej również ośmioboczny namiotowy dach kryty gontem z którego wystają cztery wieżyczki. Wnętrze zostało wymalowane polichromią w XIX wieku. Oprócz ołtarza głównego w kościele znajdują się dwa XVII-wieczne późnorenesansowe ołtarze boczne.